# Noé Kwin
Noé Achille Kwin Amban (Douala, 14 gennaio 1990) è un calciatore camerunese, difensore del Pacy.

## Carriera
Il 5 settembre 2013 viene acquistato dalla squadra slovacca del DAC Dunajská Streda.